# Prószyk brudzący
Prószyk brudzący (Bulgaria inquinans (Pers.) Fr.) – gatunek grzybów z rodziny Phacidiaceae.

## Systematyka i nazewnictwo
Pozycja w klasyfikacji według Index Fungorum: Phacidiaceae, Phacidiales, Leotiomycetidae, Leotiomycetes, Pezizomycotina, Ascomycota, Fungi.
Po raz pierwszy zdiagnozował go w 1794 r. Christiaan Hendrik Persoon, nadając mu nazwę Peziza inquinans. Obecną, uznaną przez Index Fungorum nazwę nadał mu Elias Fries w 1822 r.
Niektóre synonimy naukowe:

- Ascobolus inquinans (Pers.) Nees 1816
- Bulgaria chalybea (Berk.) Cooke & Massee
- Bulgaria polymorpha (Oeder) Wettst. 1923
- Lichen fungosus With.
- Peziza inquinans Pers. 1794
- Peziza polymorpha With.
- Peziza polymorpha Oeder 1769
- Peziza turbinata Relhan 1785
- Phaeobulgaria inquinans (Pers.) Nannf. 1932
- Tremella turbinata Huds. 1778

Nazwa polska według checklist A. Chmiel.

## Morfologia
Owocnik
Młody jest stożkowaty o powierzchni ciemnobrązowej, otrębiasto-kosmkowaty; później pęka na szczycie, odkrywając czarną i wilgotną, błyszczącą warstwę zarodnikonośną.
Miąższ
Brązowawy; galaretowato-wodnisty; po wyschnięciu twardy, skórzasty i gęsty.

## Występowanie i siedlisko
W Polsce jest dość pospolity.
Pojawia się od października do marca przeważnie w grupach na korze obumarłych gałęzi oraz kłód dębów, rzadziej kasztanów jadalnych, grabów i wiązów.

## Gatunki podobne
Kisielnica kędzierzawa (Exidia nigricans) jest zewnętrznie podobna. W przypadku wątpliwości co do określenia gatunku wystarczy pociągnąć palcem po warstwie zarodnikonośnej: poczernienie palca wskazuje na prószyka brudzącego.

## Galeria

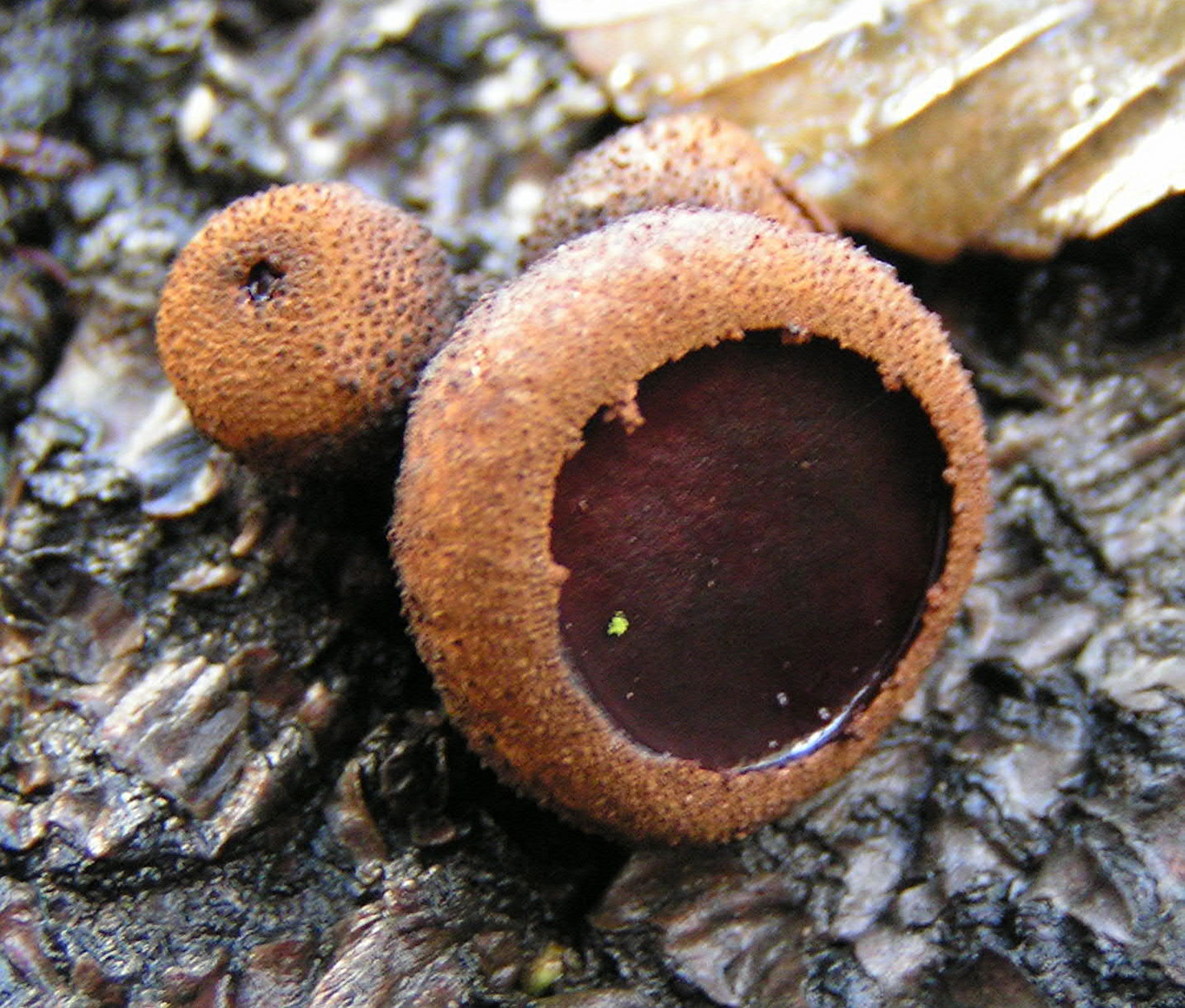
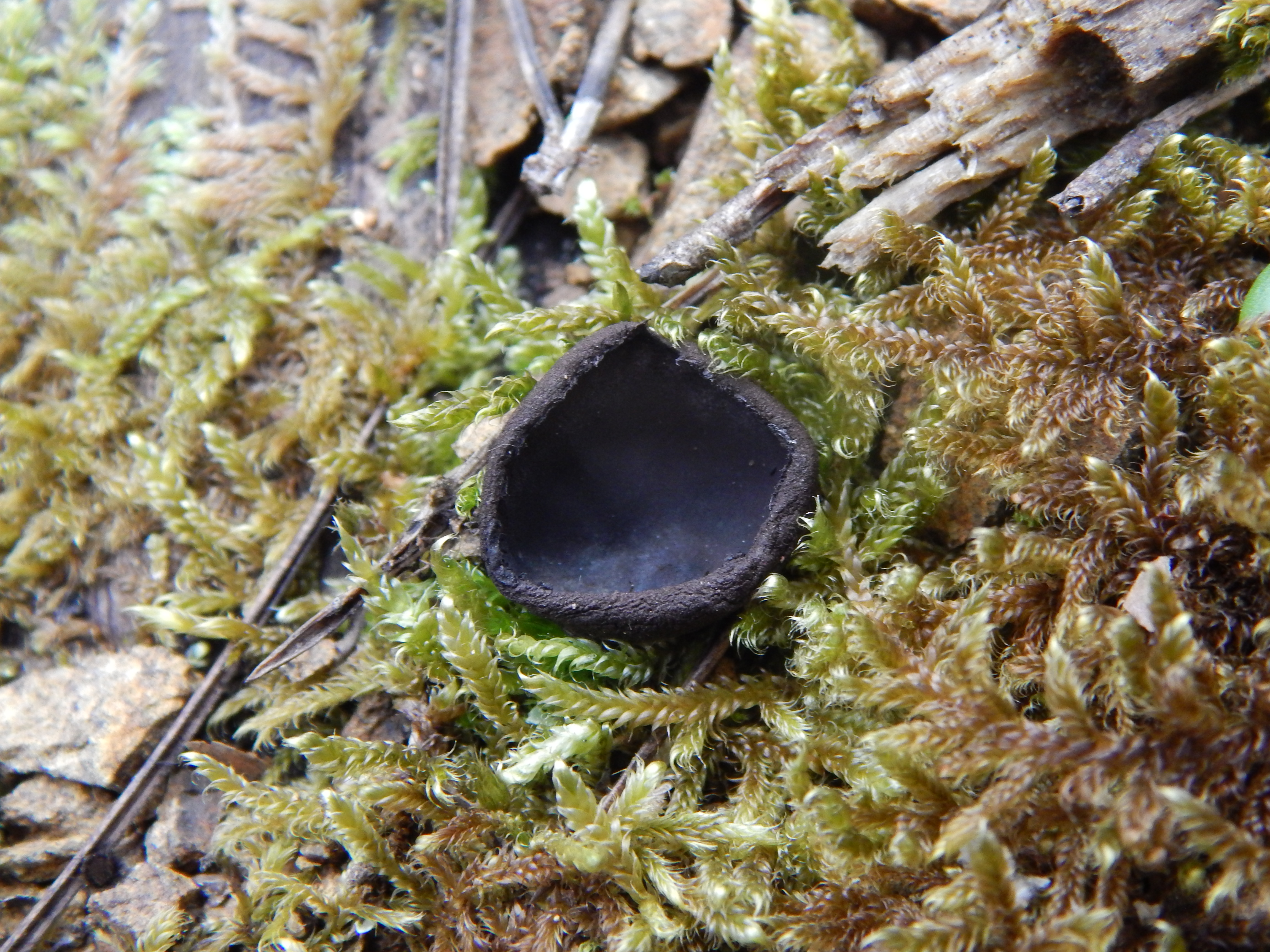
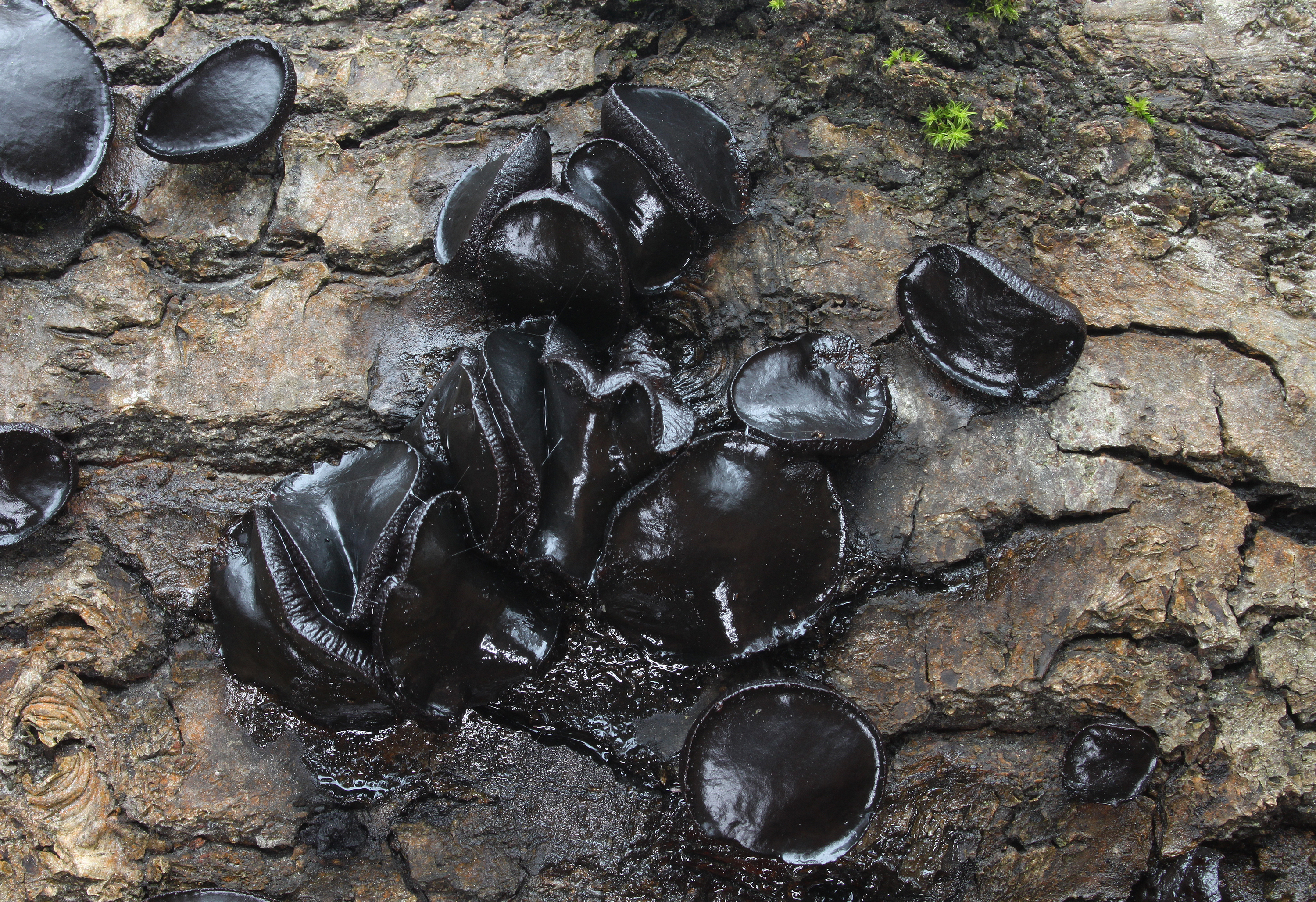
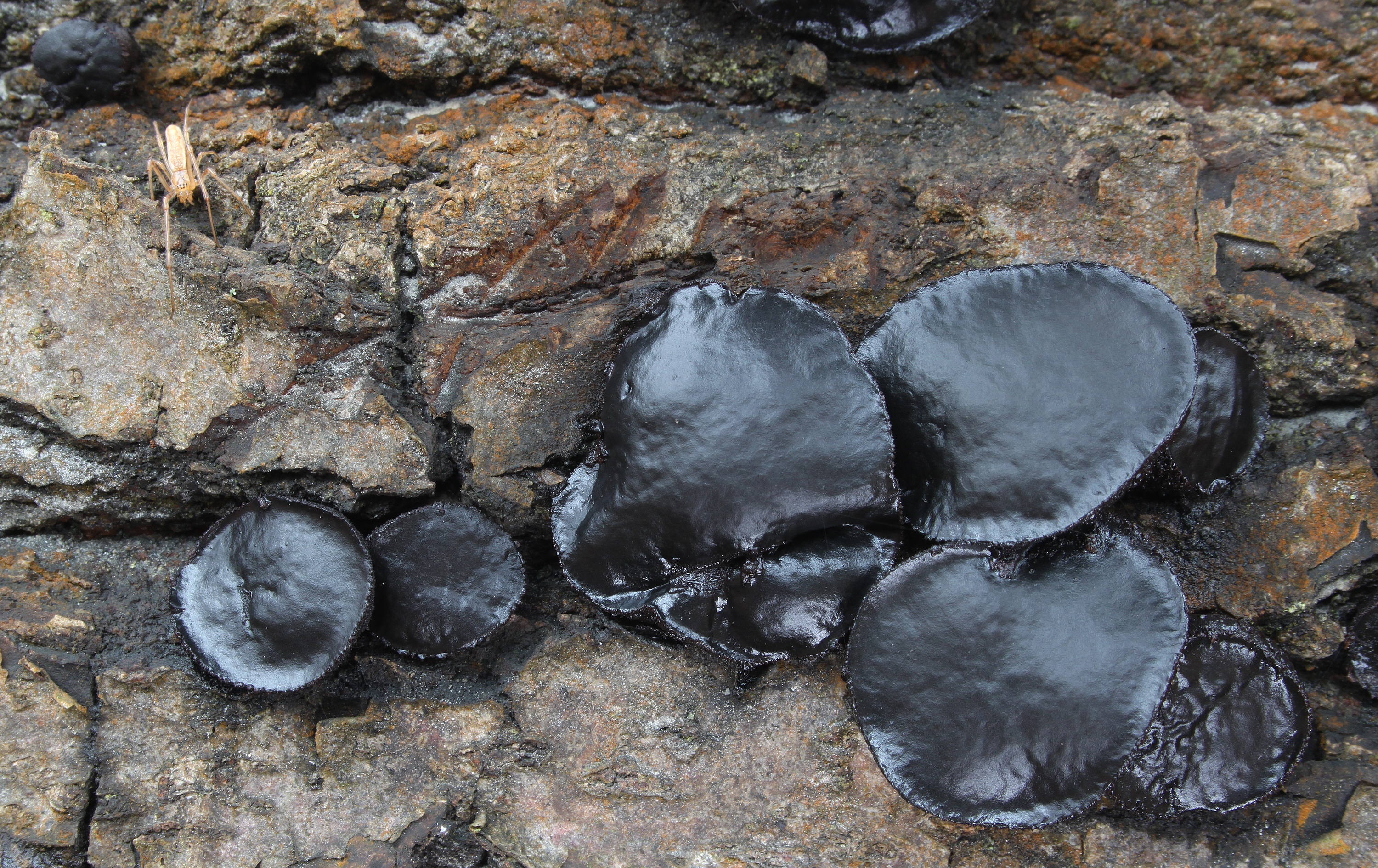
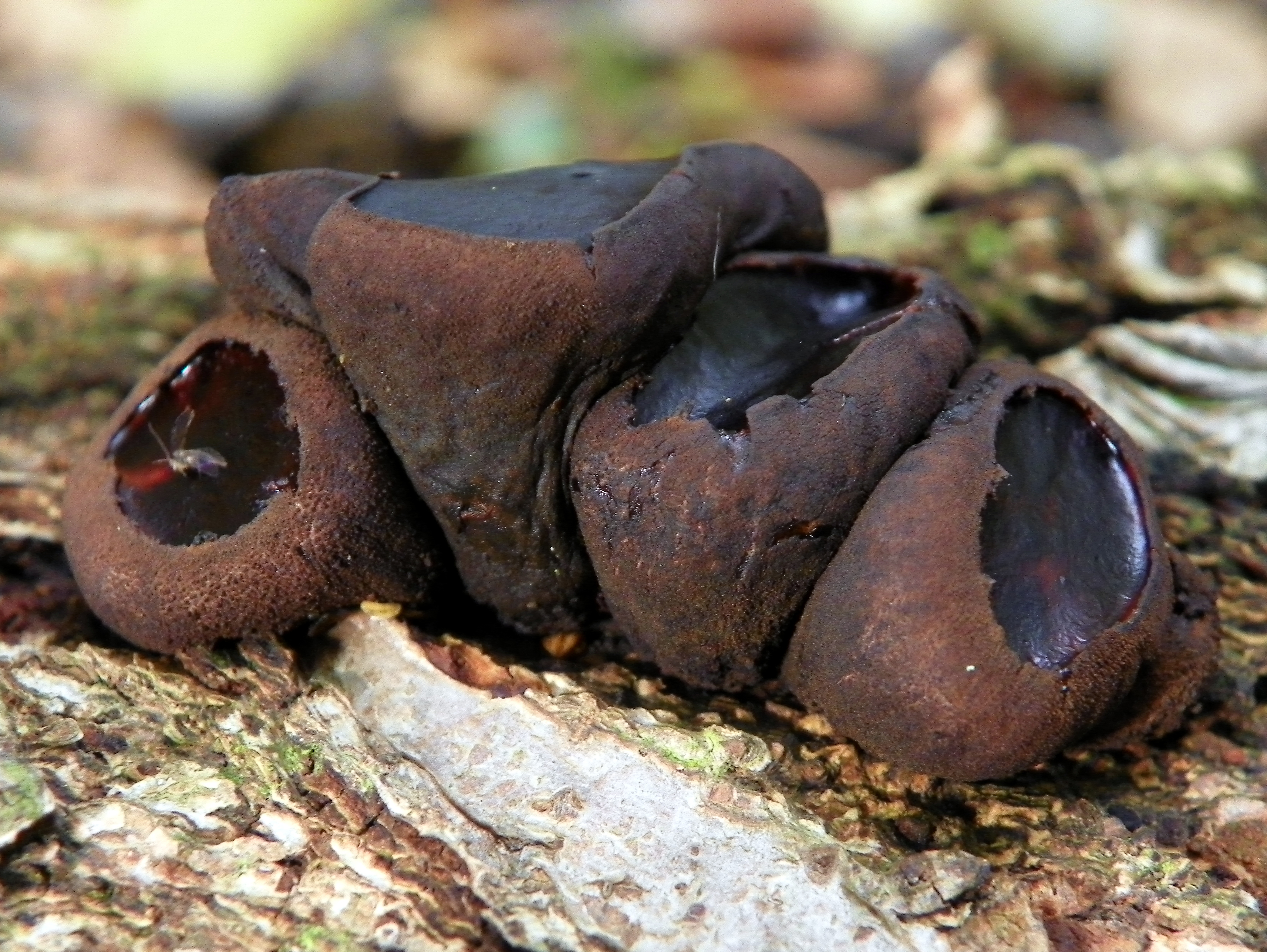